# Bigota

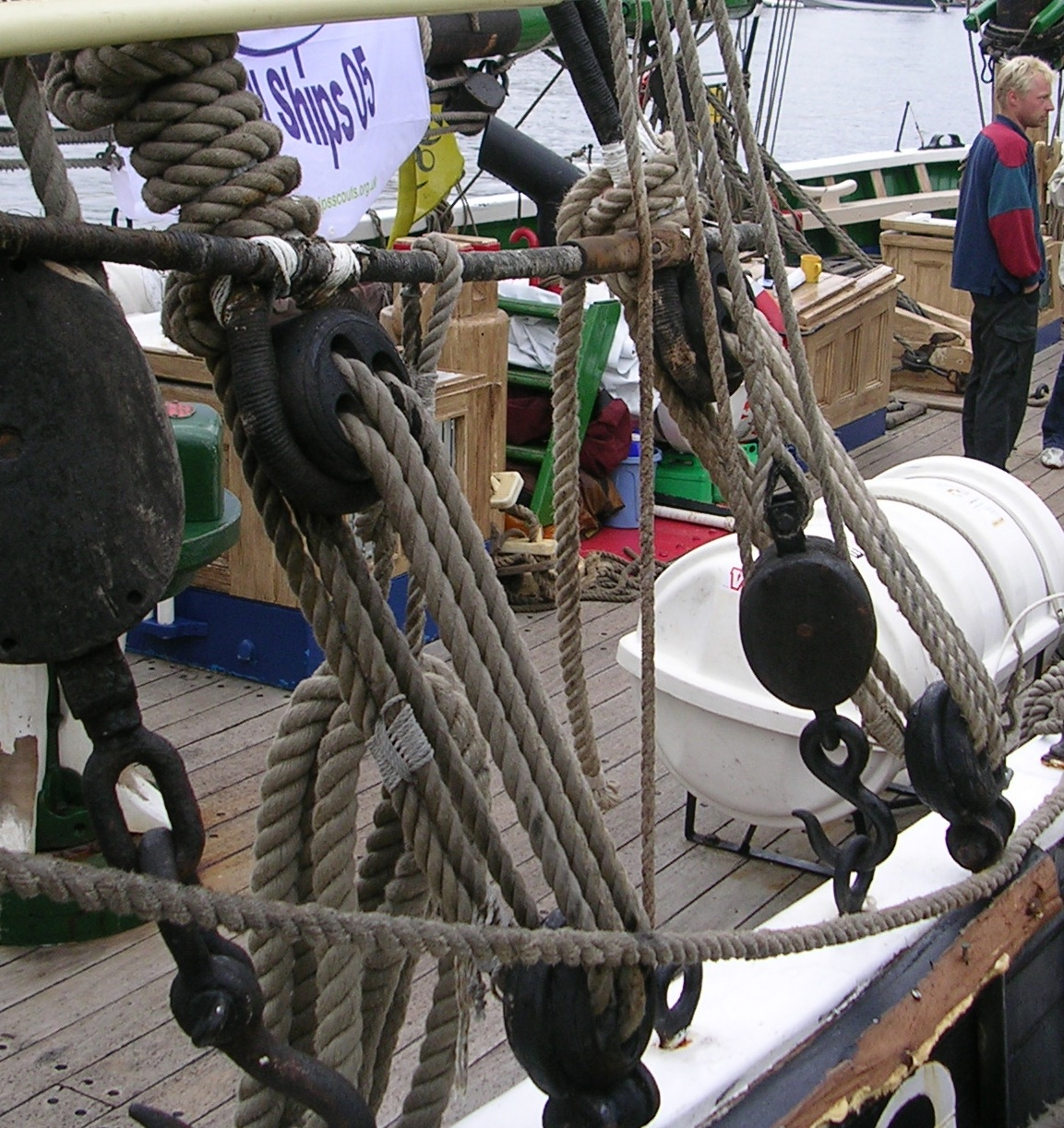
Bigota em serviço

Bigota é em náutica um moitão chato sem roldana e com furos por onde passa o colhedor das velas e que permite esticar os cabos para serrar as velas.  Pelo fato de não ter roldanas é classificado como poleame surdo
.
Faz parte do poleame constituído por moitões, cadernais, patescas, etc.,